# Константи Рокицки
Конста̀нти Рокѝцки (на полски: Konstanty Rokicki; роден на 16 юни 1899 г. във Варшава, умира на 18 юли 1958 г. в Люцерн) е полски консул.
Той е заместник-консул на Република Полша в Рига и Берн, участва в спасяването на евреите от Холокоста. През 1941 – 1943 г. издава фалшиви латиноамерикански паспорти, като по този начин спасява мнозина от лагерите на смъртта.

## Детство и личен живот
Рокицки е роден в семейството на Юзеф и Констанция от рода Павелкевич.
Подпоручик от кавалерията, участник в полско-съветската война, двукратно отличен за своята смелост, през 1934 г. е зачислен за офицер, резерва към I полк Конни стрелци.
На 17 август 1936 г. сключва брак с Мария от рода Голдман (Голдманис). Имат дъщеря Ванда Рокицка (1938 – 2008), по-късно служителка на ООН в Женева.

## Дипломатическа кариера
През 1931 г. се присъединява към консулската служба на Министерството на външните работи. През 1932 – 1933 г. работи в Консулството на Полша в Минск, през 1934 – 1936 г. е заместник-консул в Рига, а през 1936 – 1938 г. работи в Полското посолство в Кайро. От 1939 г. до 1945 г. е заместник-консул на Република Полша в Берн.
През 1941 – 1944 г. с помощта на неговия сътрудник Юлиуш Кюл изписва на ръка няколко хиляди паспорта от Парагвай, чиито копия по-късно са контрабандно пренесени до гетата в окупирана Полша и спасяват еврейските им притежатели от извозването им до лагерите на смъртта.
Парите за подкупа на почетния консул на Парагвай са от събраните от американски и швейцарски евреи, също така от фондове, предоставяни от правителството в изгнание за „грижа за бежанците“.
Списъкът на бенефициентите и техните снимки са контрабандно пренесени благодарение на мрежата от еврейски организации. Паспортите от Парагвай – за разлика от паспортите от останалите страни на Латинска Америка – имат особено предимство понеже тази страна, под натиска на Полша и Ватикана, временно признава тяхната валидност.
Консул Рокицки напуска служба през 1945 г. след създаването на Временното правителство на националното единство и се устройва за постоянно в Швейцария. Умира най-вероятно след няколкогодишно боледуване в Люцерн през юли 1958 г.

## Памет
Името на Рокицки години наред не се появява в литературата, макар че през 1945 г. в благодарствено слово на организацията Агудат Израел към Полша се намира редом с имената на Александер Ладош, Юлиуш Кюл и Стефан Риневич. Организацията твърди, че без тяхното съдействие не би било възможно спасяването на стотици души. За ролята на Рокицки в акцията за спасяване на евреите за първи път пишат през август 2017 г. журналистите Марк Маккинон, Збигнев Парафианович и Михал Потоцки.

## Награди
- Медал Праведник на света (2019)[7]
- Медал Виртус ет фратернитас (2019)[8]